# Jungfrutrana
Jungfrutrana (Grus virgo) är den minsta fågeln i familjen tranor. Den häckar från Svarta havet till Mongoliet och nordöstra Kina. Vintertid flyttar den till ett område kring Indien samt till Afrika strax söder om Sahara. Fågeln är en tillfällig gäst i övriga Europa, i Sverige observerad vid 14 tillfällen. IUCN kategoriserar den som livskraftig.

## Utseende och läte
Jungfrutranan är mycket mindre än vanlig trana (Grus grus) och skiljer sig också från denna genom sina långa vita örontofsar, förlängda svarta bröstfjädrar och förlängda inre armpennor. Den har en längd på 90–100 centimeter och ett vingspann på 165–185 centimeter. Juvenilerna är grå på huvud och hals samt har mindre, grå örontofsar. I flykten är den svår att skilja från tranan.

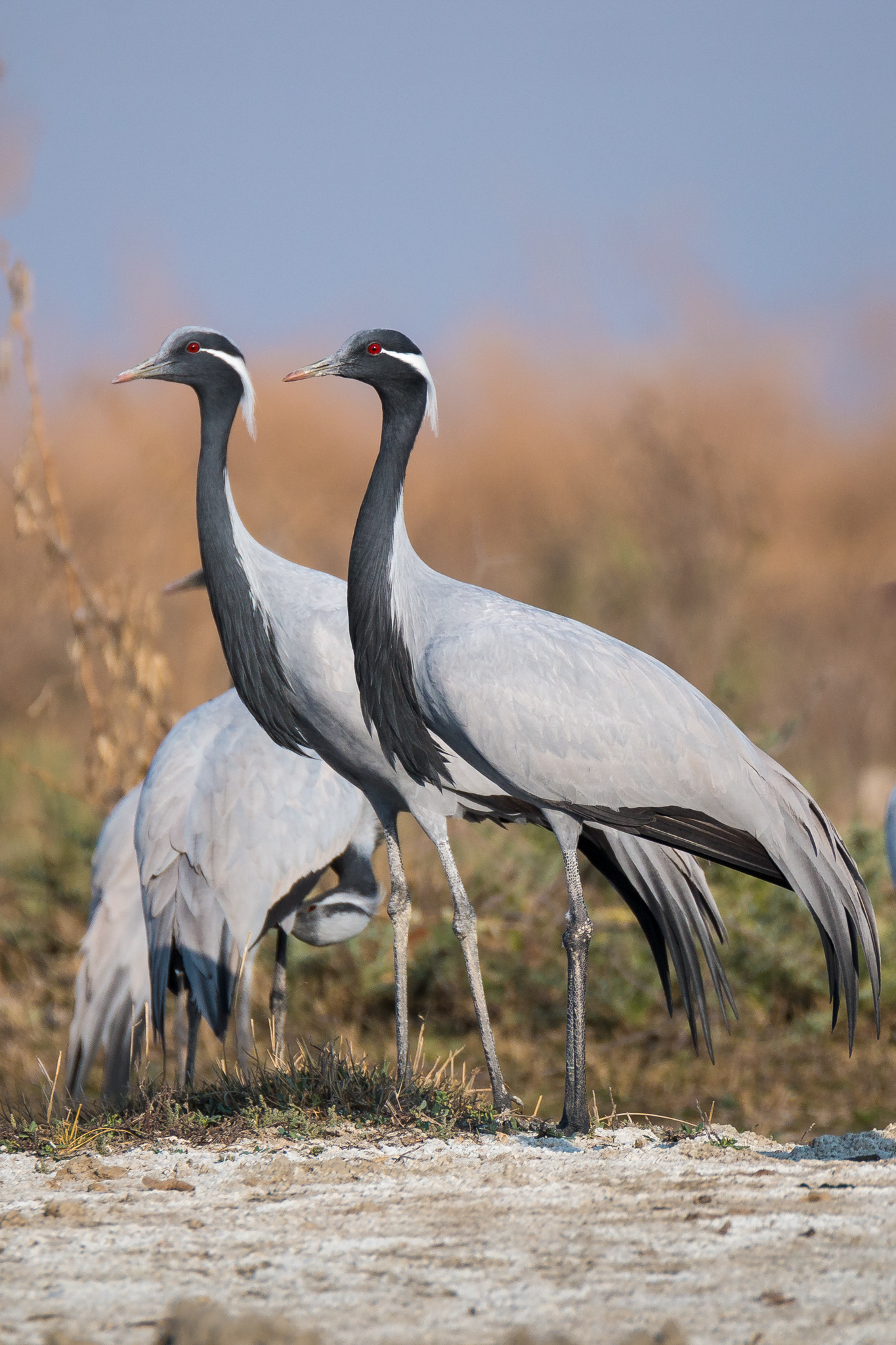

Lätena liknar tranans, men är ljusare och torrare. Locklätet som hörs från flyttande fåglar är ett "grro". Spellätet är mer dämpat, hest och orent än tranans.

## Utbredning och biotop
Jungfrutranan är en flyttfågel som häckar i centrala Eurasien från Svarta havet till Mongoliet och nordöstra Kina på torr mark vid öppna slätter och högplatåer. En isolerad population finns även i Turkiet och fram tills nyligen också i Atlasbergen i nordvästafrika där den numera är utdöd. Vintertid flyttar den till Indiska subkontinenten och Afrika söder om Sahara från Tchadsjön till Etiopien där den ses på grässlätter samt i kärr och på fält. Den rastar regelbundet på Cypern.

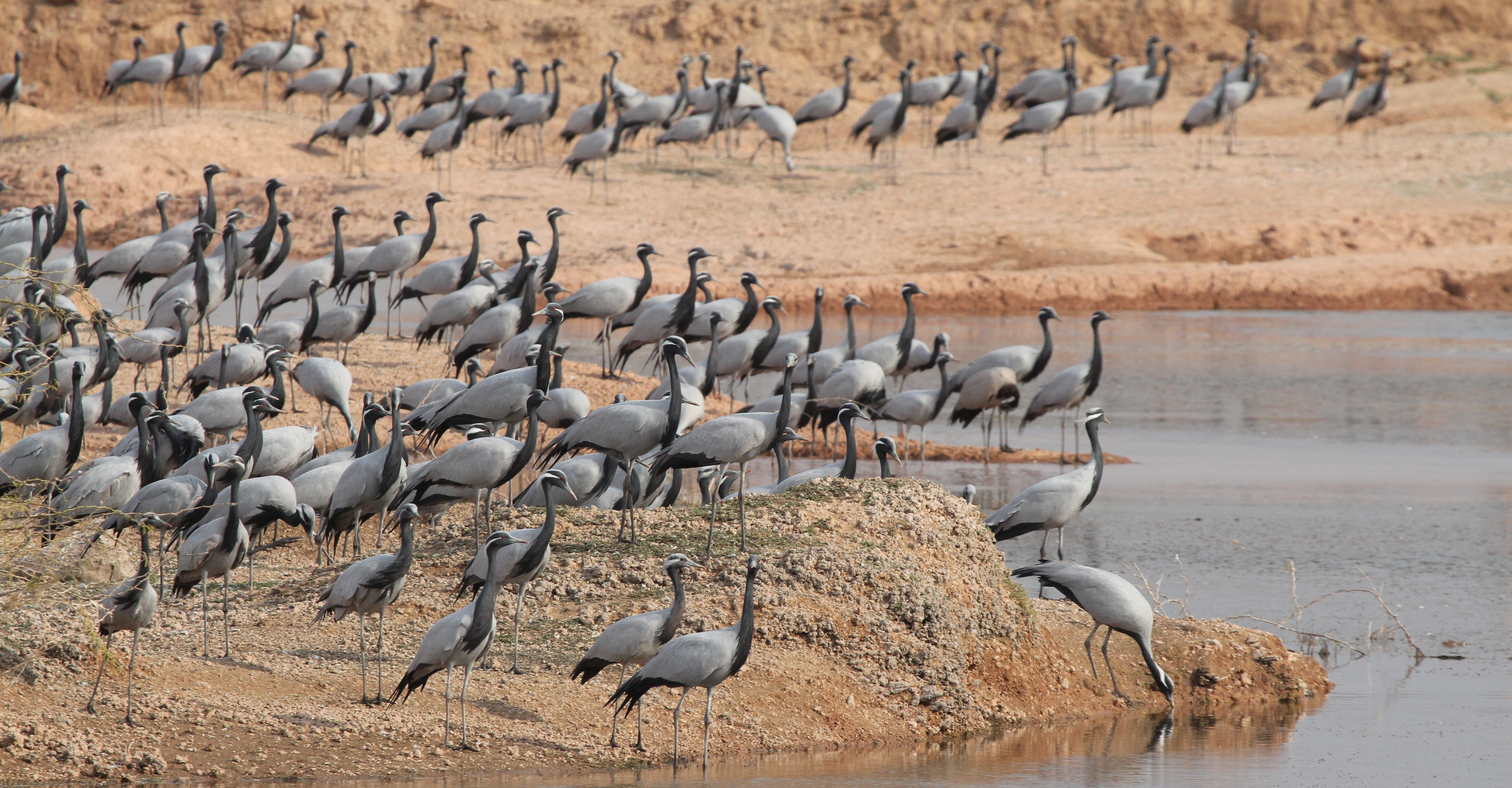
Stor ansamling jungfrutranor i indiska Rajastan.

### Jungfrutrana i Sverige
I Sverige är jungfrutranan en mycket sällsynt gäst med fynd av sammanlagt 16 individer, den senaste i Skåne 2021.

## Ekologi

### Häckning
Jungfrutranan häckar på våren, huvudsakligen från april till maj men i norr även så sent som i juni. Boet är mycket spartanskt där de två äggen läggs mer eller mindre direkt på marken, ibland med sällskap av småstenar och lite växtmaterial. Äggen ruvas i 27-29 dagar och ungarna är flygga efter 55-65 dagar.

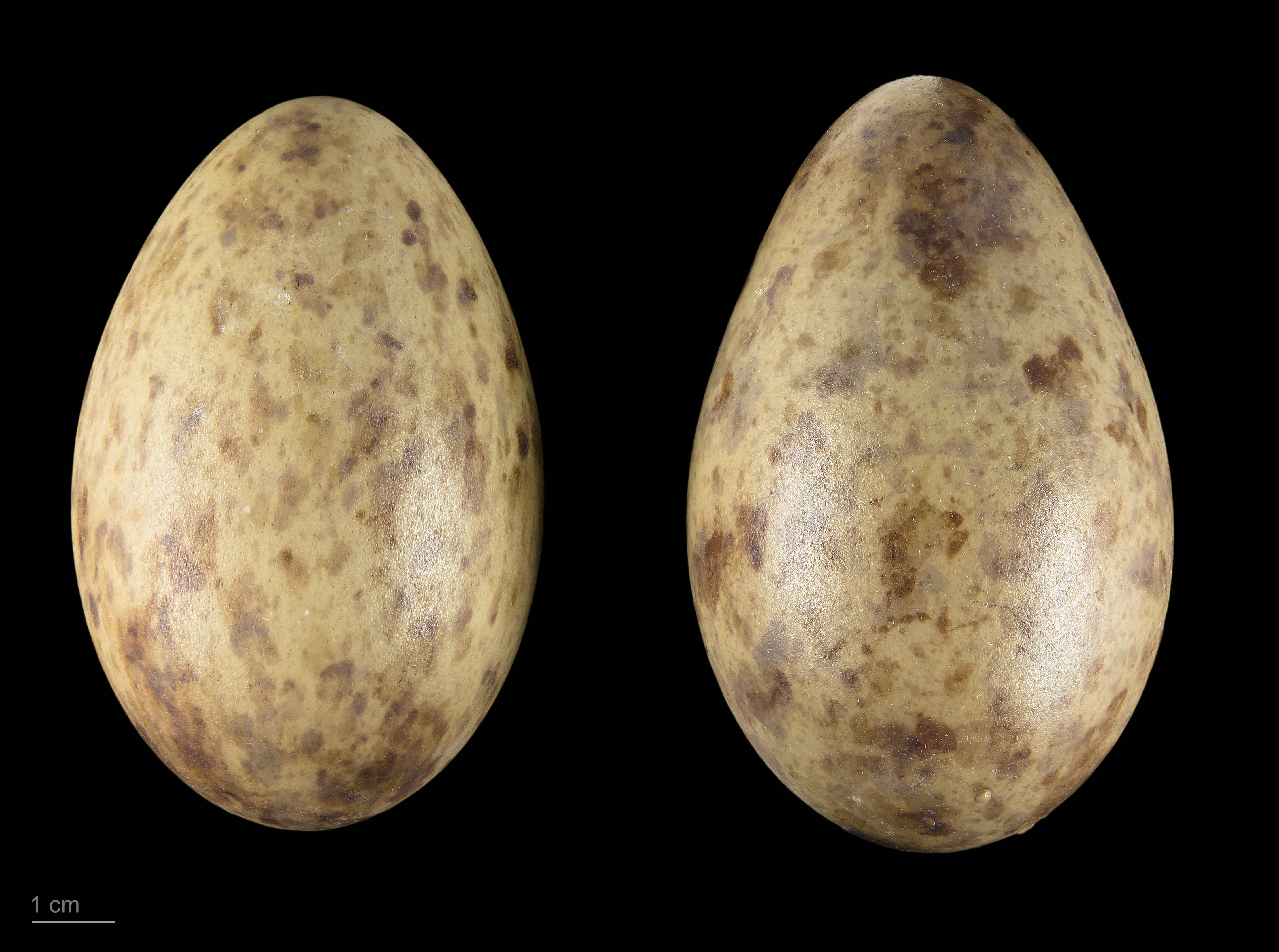
Jungfrutranans ägg.

### Föda
Jungfrutranan lever främst av gräsfrön och annat växtmaterial, men äter också sommartid insekter (framför allt skalbaggar) samt maskar, ödlor och andra små ryggradsljus. Stora flockar vid rastplatser födosöker i jordbruksfält och kan på så sätt skada grödor.

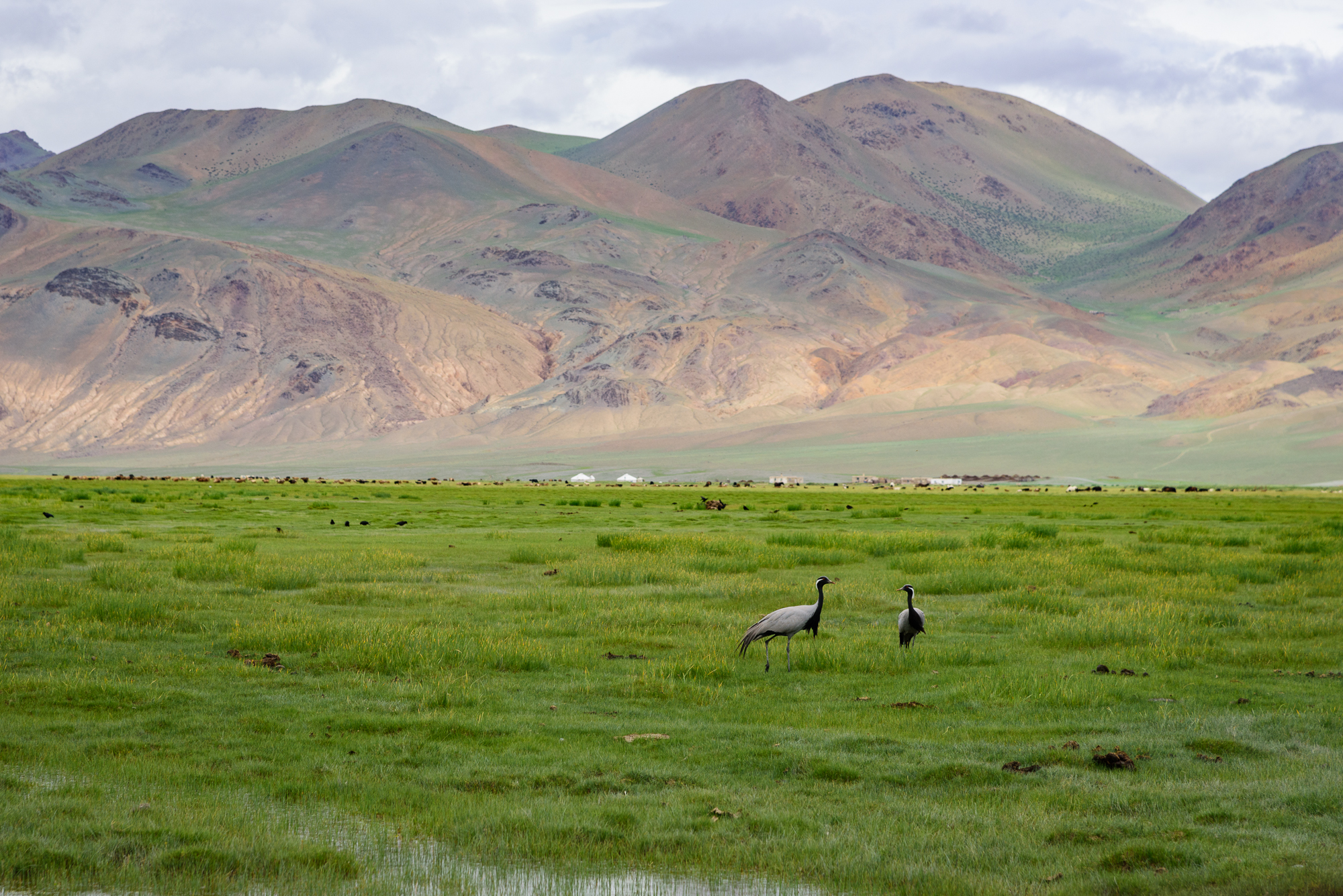
Jungfrutrana i Mongoliet.

## Systematik
Traditionellt har jungfrutranan tillsammans med paradistrana placerats i släktet Anthropoides. Analyser av DNA-DNA hybridisering, data från DNA-sekvenser av cytokrom-B och studier av protein indikerar tydligt att de två arterna bör föras till släktet Grus, vilket exempelvis följs av International Ornithological Congress (IOC). Det råder inte konsensus kring denna indelning. Till exempel Clements et al. 2019 istället valt lösningen att behålla dem i Anthropoides men dela upp Grus i tre släkten: Grus, Leucogeranus och Antigone.

## Status och hot
Arten har ett stort utbredningsområde och en stor population, och tros öka i antal. Utifrån dessa kriterier kategoriserar IUCN arten som livskraftig (LC). Världspopulationen uppskattas till 230 000–261 000 individuals, varav det i Europa tros häcka 9 700–13 300 par.